# Хоцю
Хоцю́ (кит. упр. 霍邱, пиньинь Huòqiū) — уезд городского округа Луань провинции Аньхой (КНР).

## История
В античные времена в этих местах располагалась столица царства Ляо (蓼国). В 622 году до н. э. царство Ляо было завоёвано царством Чу.
Уезд Хоцю был образован во времена империи Суй в 599 году.
Во времена империи Мин уезд входил в состав области Шоучжоу (寿州) Фэнъянской управы (凤阳府). Во времена империи Цин он был в 1724 году передан в состав области Инчжоу (颍州), которая в 1735 году была поднята в статусе до «непосредственно управляемой» (то есть, стала подчиняться напрямую властям провинции, минуя промежуточное звено в виде управы). После Синьхайской революции в Китае была проведена реформа структуры административного деления, и области с управами были упразднены.
В 1949 году был образован Специальный район Луань (六安专区), и уезд вошёл в его состав. В 1971 году Специальный район Луань был переименован в Округ Луань (六安地区). В 2000 году округ Луань был преобразован в городской округ Луань.
В 2016 году из уезда Хоцю был выделен район Ецзи.

## Административное деление
Уезд делится на 21 посёлок и 9 волостей.